# Félix Dumail
Félix Dumail est un architecte français, particulièrement connu pour les cités-jardins et les habitations à bon marché qu'il a construites à Paris et en banlieue parisienne entre les deux guerres, préfiguration des grands ensembles des Trente Glorieuses.

## Biographie
En 1913, il est lauréat de l'un des premiers concours d'habitation à bon marché de la ville de Paris.
L'essentiel de sa carrière se déroule en lien avec l'Office public d'habitation à bon marché de la Seine (OPHBMS), alors dirigé par le maire de Suresnes Henri Sellier. Il est ainsi architecte-directeur de l'édification des cités-jardins de Gennevilliers, du Pré-Saint-Gervais, de Dugny ou de Suresnes (après Alexandre Maistrasse et Julien Quoniam), ainsi que d'un ensemble d'immeubles à Saint-Mandé. En parallèle, il crée également plusieurs équipements publics sportifs et éducatifs, fortement liés au développement du socialisme municipal.
En 1951-1952, il réalise avec Jean Dubuisson le SHAPE Village de Saint-Germain-en-Laye, comprenant 300 logements destinés aux forces alliées. Édifié en un temps record, il s'agit aussi d'une expérience pour tenter de nouvelles techniques de construction.
Il s'est aussi brièvement investi dans le domaine de l'architecture coloniale en Indochine.

## Réalisations
- 247-251 rue Marcadet, groupe d'immeubles HBM construit pour l'Office public d'habitations à bon marché de la Ville de Paris (OPHBMVP) entre 1917 et 1927 avec un arrêt dû à la Première Guerre mondiale, en collaboration avec les architectes Jean Hébrard et Antonin Trévelas (mort en 1918).
- Cité-jardin de Suresnes
- Cité-jardin du Pré-Saint-Gervais (1927-1954) et son groupe scolaire Jean-Jaurès (1930-1935)

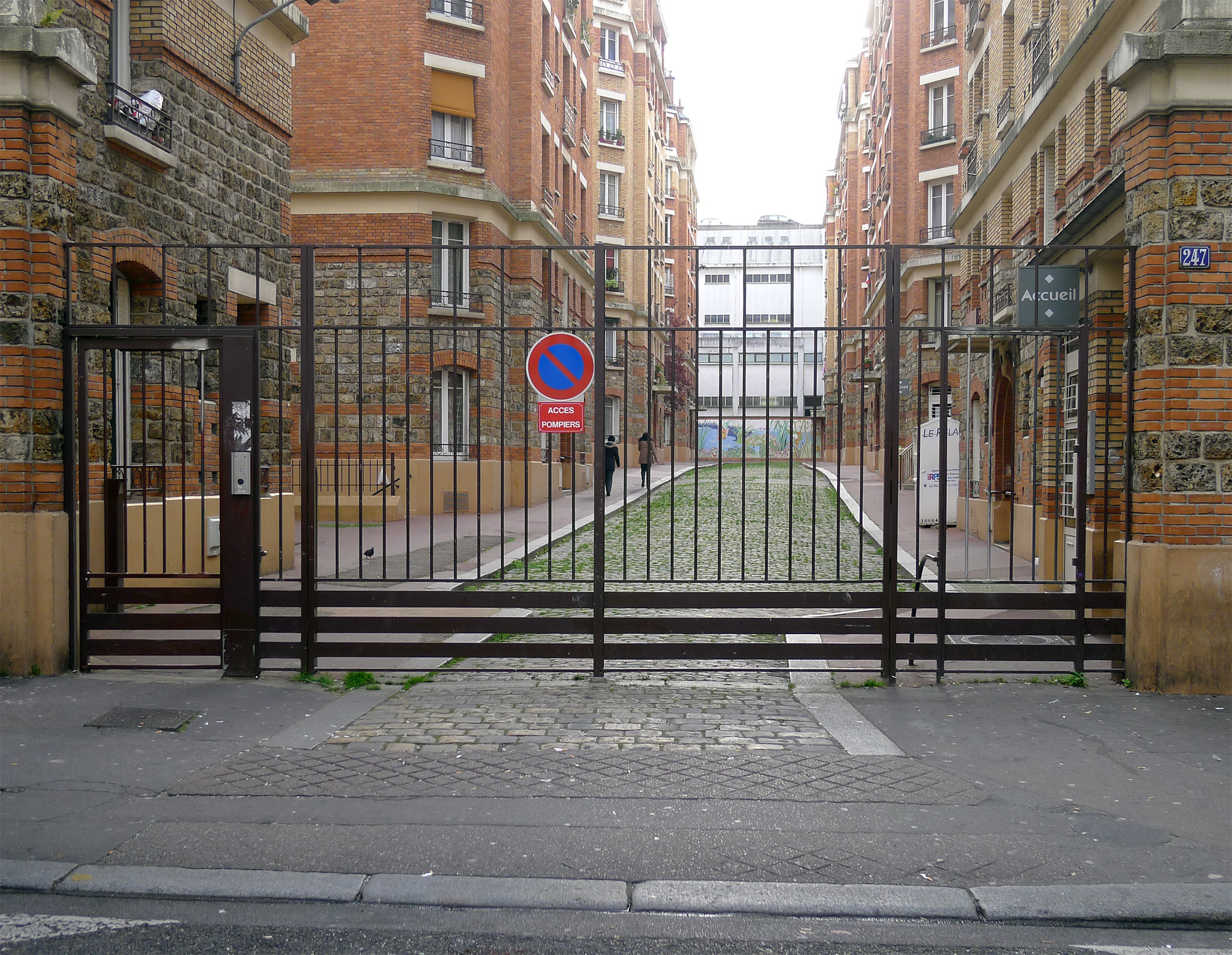
Rue Marcadet, n° 247.
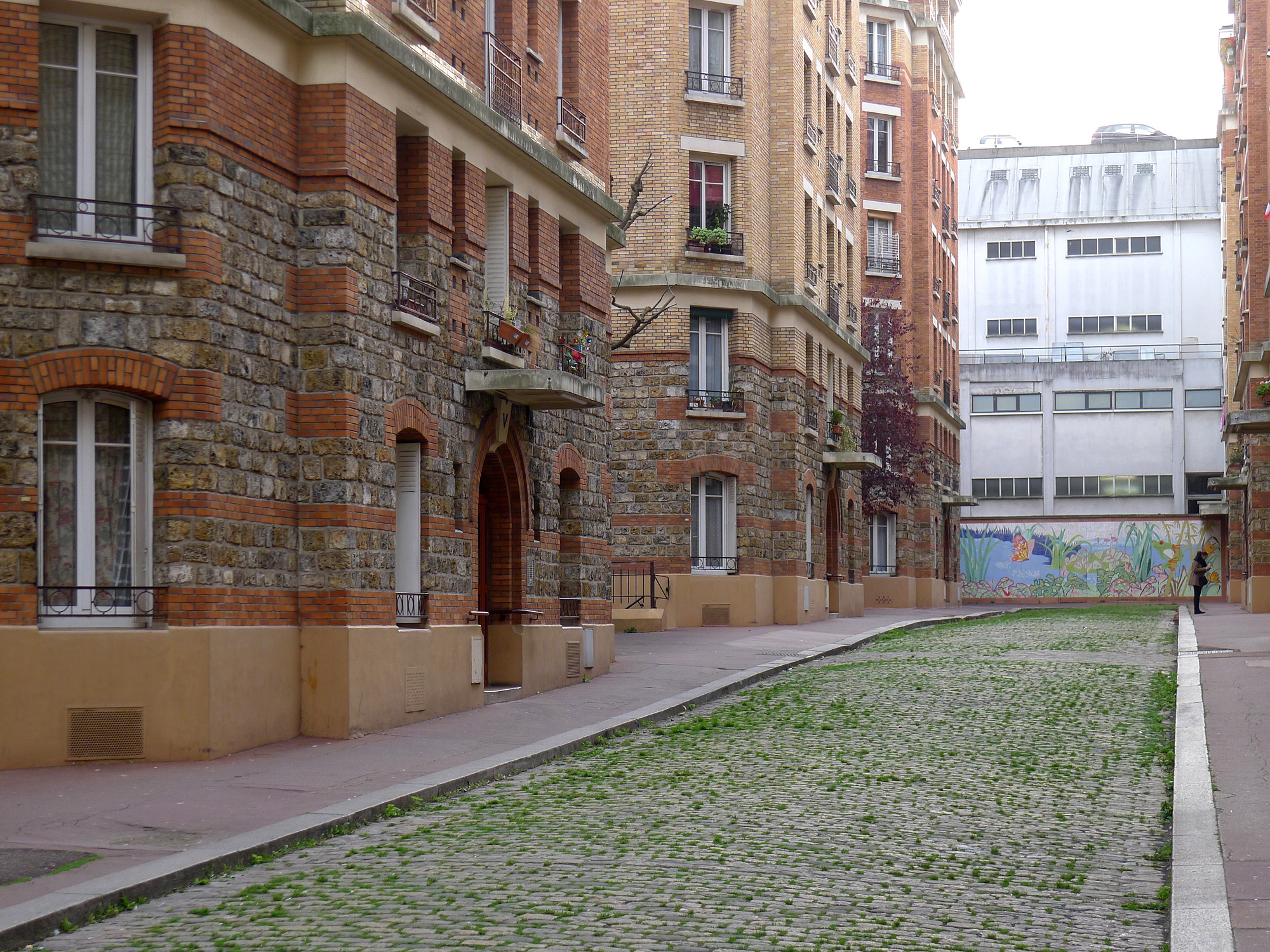
Détail des bâtiments.
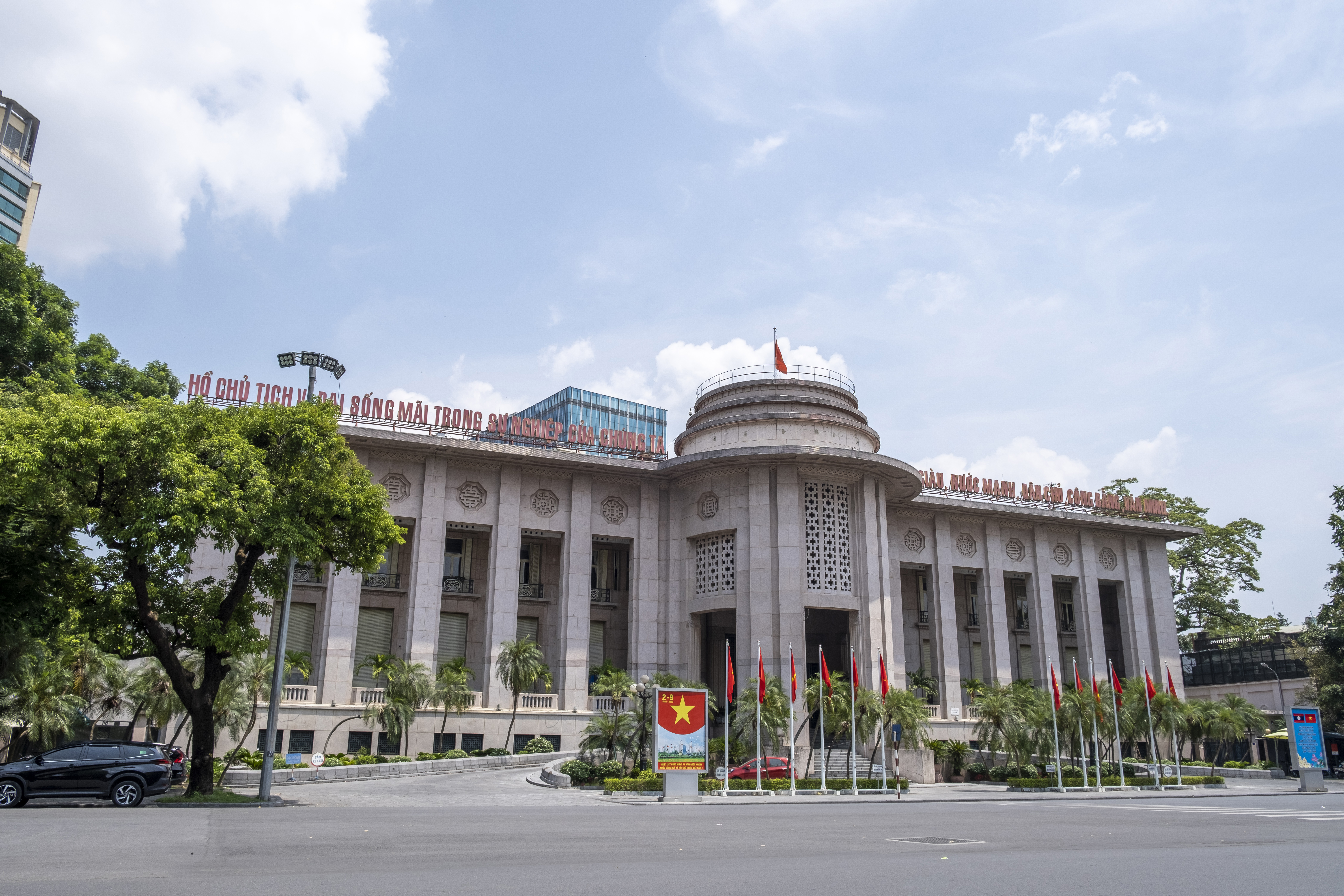
Banque de l'Indochine, Hanoï.